# ハワイ (競走馬)
ハワイ（Hawaii、1964年 - 1990年）とは、1960年代に南アフリカと北アメリカで活躍した南アフリカの競走馬である。後にアメリカで種牡馬となり、エプソムダービー優勝馬ヘンビット等を輩出した。半兄に南アフリカの名馬、ウィリアムペンがいる。
父ユトリロはイタリア産でフェデリコ・テシオの生産、母エタンはエチル産駒で13頭の仔のうち11頭が勝ち上がるという優秀な繁殖牝馬だった。ハワイはこの両親の間に1964年プラットベルク牧場で生まれた。幼い頃から素晴らしい馬体を持っていたと言われ、1歳時のランドショウの品評会では優勝し、直後に調教師ジョージ・アッツィーによって9030ランドという高額で買われ、チャールズ・W・エンゲルハードの持ち馬となった。

## 戦歴

### 南アフリカ
アッツィーの元ヨハネスブルグで調教され、デビュー戦を7馬身差をつけて勝ち、続いて8馬身、8馬身と大きな着差とともに勝ち進んだ。だが5戦目、7ハロン（約1400メートル）に距離が伸びたチャンピオンナースリーステークスでは距離不安から3着に敗れている。
3歳になり不安視されたマイル戦も克服すると、トランスヴァール州のロイヤルリザーブギニー（現サウスアフリカンクラシック）、ケープ州のケープギニー、ナタール州のサウスアフリカンギニーという、南アフリカ3州のギニーレースを全て制すゴールデンマイル三冠（ギニー三冠）を9連勝で達成した。南アフリカの競馬は3つの地域にそれぞれクラシックレースが設けられており、どの地域でもダービーよりギニーの方が格が高い。ハワイは依然として長距離の競走に不安があったため、3つのダービーを全て回避している。
ただ、この後さらに距離が伸びたロスマンズジュライ（現ダーバンジュライ）は4着に敗戦し、適距離では快勝も、再び距離が伸びたチャンピオンステークスでは兄ウィリアムペンの2着に敗れている。既にゴールデンマイル三冠達成後に北アメリカへの遠征が発表されており、スプリングチャンピオンスプリングステークスでの勝利を最後にアメリカ合衆国へと渡った。南アフリカでは18戦15勝の成績を残した。

### アメリカ合衆国
アメリカ合衆国へと渡ったハワイだったが、輸送に時間が掛かった上、南半球とは逆の季節、厳しい検疫のため完全に調子を崩してしまい、アメリカ競馬に姿を見せたのは8ヶ月後だった。
6月のアローワンスでいきなり7馬身差の圧勝を見せ、続く2戦目のダートでは6着に負けたが、3戦目のスターズ&ストライプスハンデキャップ、5戦目のバーナードバルークハンデキャップ、7戦目のユナイテッドネーションズ招待ハンデキャップ、8戦目のサンライズハンデキャップに勝利した。
10月にはベルモントパーク競馬場のマンノウォーステークスに出走し、逃げるノースフライトを交わして圧勝した。最終戦となったワシントンD.C.インターナショナルではイギリスのカラバスに敗れたが、この年の活躍が認められ、全米芝チャンピオンに選出された。

### 競走成績
1966/67年（6戦5勝）
- イーストランドジュヴェナイルステークス

1967/68年（10戦9勝）
- ロイヤルリザーブギニー、ケープギニー、サウスアフリカンギニー、ターフフォンテンスプリント、チェアマンズハンデキャップ、クレアウッドウインターハンデキャップ

1968/69年（2戦1勝　69年南半球での出走なし）
- スプリングチャンピオンステークス

1969年（10戦6勝　69年前半分の出走を含む。米時代） - 全米芝チャンピオン
- マンノウォーステークス、サンライズハンデキャップ、ユナイテッドネイションズハンデキャップ、スターズ&ストライプスハンデキャップ、バーナードバルークハンデキャップ
- 2着 - ワシントンDCインターナショナル

## 引退後
その後はアメリカで種牡馬となりエプソムダービー優勝馬ヘンビットを輩出している。日本には産駒のハンザダンサーが輸入された。

### 主な産駒
- ヘンビット（エプソムダービー）
- ハワイアンサウンド（ベンソン&ヘッジズゴールドカップステークス）
- サンアンドスノウ（ケンタッキーオークス）

## 血統表
| ハワイの血統（ダンテ系／Blenheim5×4=9.38%） | ハワイの血統（ダンテ系／Blenheim5×4=9.38%） | ハワイの血統（ダンテ系／Blenheim5×4=9.38%） | （血統表の出典） | （血統表の出典） |
| 父 Utrillo 1958 栗毛                        | 父の父Toulouse Lautrec 1950 栗毛            | Dante                                       | Nearco           | Nearco           |
| 父 Utrillo 1958 栗毛                        | 父の父Toulouse Lautrec 1950 栗毛            | Dante                                       | Rosy Legend      |                  |
| 父 Utrillo 1958 栗毛                        | 父の父Toulouse Lautrec 1950 栗毛            | Tokamura                                    | Navarro          | Navarro          |
| 父 Utrillo 1958 栗毛                        | 父の父Toulouse Lautrec 1950 栗毛            | Tokamura                                    | Tofanella        |                  |
| 父 Utrillo 1958 栗毛                        | 父の母Urbinella 1953 鹿毛                   | Alycidon                                    | Donatello        | Donatello        |
| 父 Utrillo 1958 栗毛                        | 父の母Urbinella 1953 鹿毛                   | Alycidon                                    | Aurora           |                  |
| 父 Utrillo 1958 栗毛                        | 父の母Urbinella 1953 鹿毛                   | Isle of Capri                               | Fair Trial       | Fair Trial       |
| 父 Utrillo 1958 栗毛                        | 父の母Urbinella 1953 鹿毛                   | Isle of Capri                               | Caprifolia       |                  |
| 母 Ethane 1947 鹿毛                         | 母の父Mehrali 1939 芦毛                     | Mahmoud                                     | Blenheim         | Blenheim         |
| 母 Ethane 1947 鹿毛                         | 母の父Mehrali 1939 芦毛                     | Mahmoud                                     | Mah Mahal        |                  |
| 母 Ethane 1947 鹿毛                         | 母の父Mehrali 1939 芦毛                     | Una                                         | Tetratema        | Tetratema        |
| 母 Ethane 1947 鹿毛                         | 母の父Mehrali 1939 芦毛                     | Una                                         | Uganda           |                  |
| 母 Ethane 1947 鹿毛                         | 母の母Ethyl 1936 鹿毛                       | Clustine                                    | Captain Cuttle   | Captain Cuttle   |
| 母 Ethane 1947 鹿毛                         | 母の母Ethyl 1936 鹿毛                       | Clustine                                    | La Mauri         |                  |
| 母 Ethane 1947 鹿毛                         | 母の母Ethyl 1936 鹿毛                       | Armond                                      | Lomond           | Lomond           |
| 母 Ethane 1947 鹿毛                         | 母の母Ethyl 1936 鹿毛                       | Armond                                      | Arcola F-No.1-l  |                  |